# Team Saxo Bank/Saison 2007
Mannschaft und Erfolge des Teams CSC in der Saison 2007.

## Erfolge

### Erfolge in der ProTour
| Datum          | Rennen                          | Fahrer            |
| -------------- | ------------------------------- | ----------------- |
| 14. März       | 3. Etappe Paris–Nizza           | Alexandr Kolobnev |
| 12. April      | 4. Etappe Baskenland-Rundfahrt  | Jens Voigt        |
| 15. April      | Paris–Roubaix                   | Stuart O’Grady    |
| 20. Mai        | 8. Etappe Giro d’Italia         | Kurt Asle Arvesen |
| 16. Juni       | Prolog Tour de Suisse           | Fabian Cancellara |
| 19. Juni       | 3. Etappe Tour de Suisse        | Fränk Schleck     |
| 24. Juni       | 9. Etappe Tour de Suisse        | Fabian Cancellara |
| 24. Juni       | Mannschaftszeitfahren Eindhoven | CSC               |
| 7. Juli        | Prolog Tour de France           | Fabian Cancellara |
| 10. Juli       | 3. Etappe Tour de France        | Fabian Cancellara |
| 11. August     | 2. Etappe Deutschland Tour      | CSC               |
| 17. August     | 8. Etappe Deutschland Tour      | Jens Voigt        |
| 10.–18. August | Gesamtwertung Deutschland Tour  | Jens Voigt        |

### Erfolge in den Continental Circuits
| Datum               | Rennen                                   | Fahrer            |
| ------------------- | ---------------------------------------- | ----------------- |
| 20. Februar         | 2. Etappe Kalifornien-Rundfahrt          | Juan José Haedo   |
| 21. Februar         | 3. Etappe Kalifornien-Rundfahrt          | Jens Voigt        |
| 24. Februar         | 6. Etappe Kalifornien-Rundfahrt          | Juan José Haedo   |
| 31. März            | 2. Etappe Critérium International        | Jens Voigt        |
| 31. März – 1. April | Gesamtwertung Critérium International    | Jens Voigt        |
| 9. April            | Rund um Köln                             | Juan José Haedo   |
| 22. April           | 7. Etappe Tour de Georgia                | Juan José Haedo   |
| 5. Mai              | Grand Prix Herning                       | Kurt Asle Arvesen |
| 6. Mai              | Colliers Classic                         | Juan José Haedo   |
| 10. Juni            | Commerce Bank International Championship | Juan José Haedo   |
| 27. Juni            | Schweizer Zeitfahrmeisterschaft          | Fabian Cancellara |
| 29. Juni            | Dänische Zeitfahrmeisterschaft           | Lars Bak          |
| 1. August           | 5. Etappe Tour de la Région Wallonne     | Lars Bak          |
| 2. August           | 2. Etappe Dänemark-Rundfahrt             | Matti Breschel    |
| 3. August           | 3. Etappe Dänemark-Rundfahrt             | Kurt Asle Arvesen |
| 1.–5. August        | Gesamtwertung Dänemark-Rundfahrt         | Kurt Asle Arvesen |
| 23. August          | 2. Etappe Irland-Rundfahrt               | Matti Breschel    |
| 1. September        | US-amerikanische Zeitfahrmeisterschaft   | David Zabriskie   |
| 12. September       | 3. Etappe Tour of Britain                | Matthew Goss      |
| 9. Oktober          | Monte Paschi Eroica                      | Alexandr Kolobnev |
| 13. Oktober         | Giro dell’Emilia                         | Fränk Schleck     |

## Mannschaft

### Abgänge-Zugänge
| Zugänge              | Team 2006              | Abgänge            | Team 2007         |
| -------------------- | ---------------------- | ------------------ | ----------------- |
| Matthew Goss         | SouthAustralia.com-AIS | Ivan Basso         | Discovery Channel |
| Juan José Haedo      | Toyota-United Pro      | Brian Vandborg     | Discovery Channel |
| Anders Lund          | GLS                    | Jakob Piil         | T-Mobile          |
| Chris Anker Sørensen | Designa Køkken         | Christian Müller   | Skil-Shimano      |
| Alexander Kolobnew   | Rabobank               | Peter Luttenberger | Karriereende      |
|                      |                        | Giovanni Lombardi  | Karriereende      |
|                      |                        | Andrea Peron       | Karriereende      |

### Mannschaft 2007
| Name                 | Geburtstag         | Nationalität       |
| -------------------- | ------------------ | ------------------ |
| Chris Anker Sørensen | 5. September 1984  | Dänemark           |
| Kurt Asle Arvesen    | 9. Februar 1975    | Norwegen           |
| Lars Bak             | 16. Januar 1980    | Dänemark           |
| Michael Blaudzun     | 30. April 1973     | Dänemark           |
| Matti Breschel       | 31. August 1984    | Dänemark           |
| Fabian Cancellara    | 18. März 1981      | Schweiz            |
| Íñigo Cuesta         | 3. Juni 1969       | Spanien            |
| Matthew Goss         | 5. November 1986   | Australien         |
| Juan José Haedo      | 26. Januar 1981    | Argentinien        |
| Wolodymyr Hustow     | 15. Februar 1977   | Ukraine            |
| Allan Johansen       | 14. Juli 1971      | Dänemark           |
| Bobby Julich         | 18. November 1971  | Vereinigte Staaten |
| Kasper Klostergård   | 22. Mai 1983       | Dänemark           |
| Alexander Kolobnew   | 4. Mai 1981        | Russland           |
| Karsten Kroon        | 29. Januar 1976    | Niederlande        |
| Marcus Ljungqvist    | 26. Oktober 1974   | Schweden           |
| Anders Lund          | 14. Februar 1985   | Dänemark           |
| Lars Michaelsen      | 13. März 1969      | Dänemark           |
| Stuart O’Grady       | 6. August 1973     | Australien         |
| Martin Pedersen      | 15. April 1983     | Dänemark           |
| Luke Roberts         | 25. Januar 1977    | Australien         |
| Carlos Sastre        | 22. April 1975     | Spanien            |
| Andy Schleck         | 10. Juni 1985      | Luxemburg          |
| Fränk Schleck        | 15. April 1980     | Luxemburg          |
| Nicki Sørensen       | 14. Mai 1975       | Dänemark           |
| Christian Vandevelde | 22. Mai 1976       | Vereinigte Staaten |
| Jens Voigt           | 17. September 1971 | Deutschland        |
| David Zabriskie      | 12. Januar 1979    | Vereinigte Staaten |
| Stagiaires           | Stagiaires         | Nationalität       |
| Lasse Bøchman        | Lasse Bøchman      | Dänemark           |